# 사토 마사히사

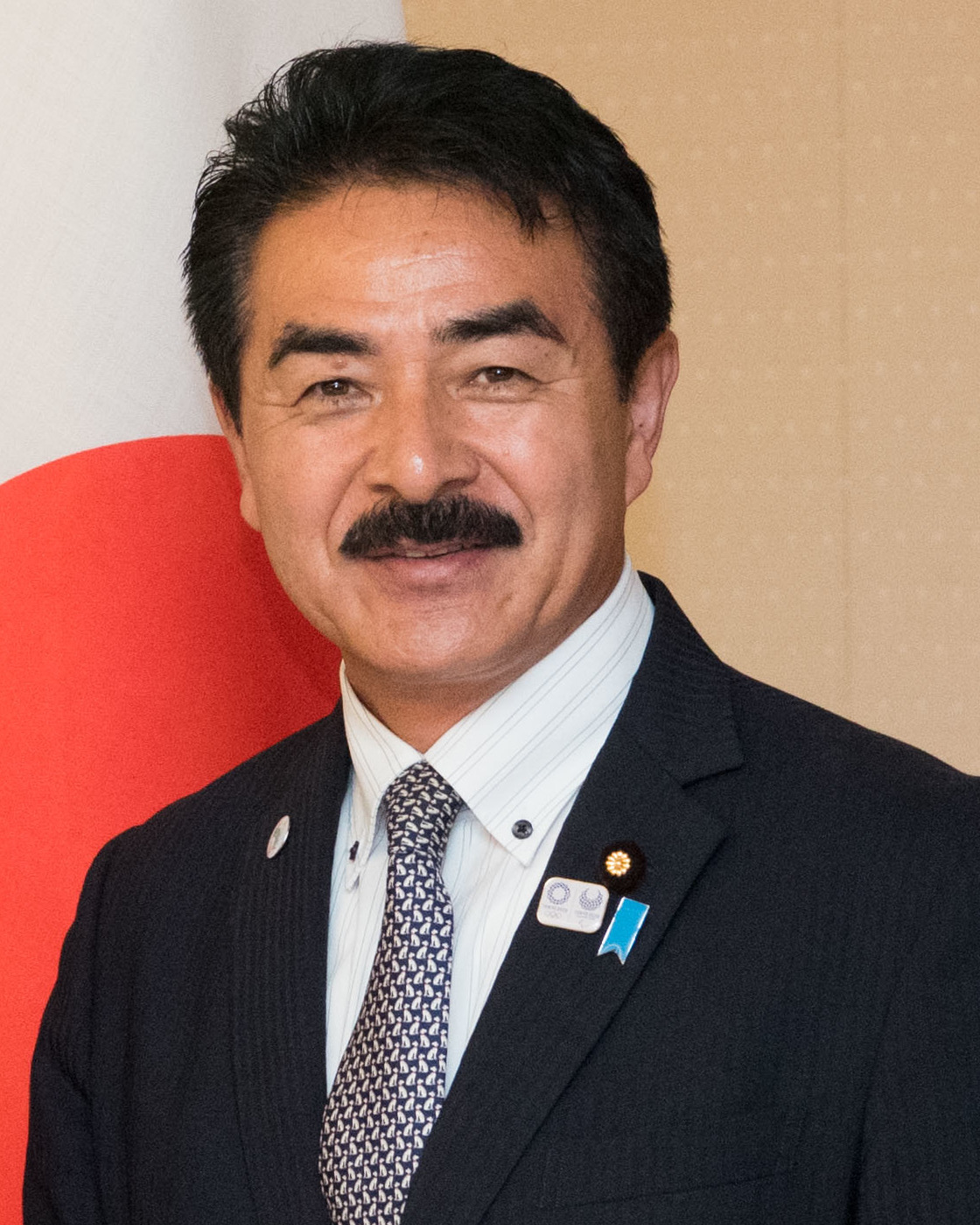

사토 마사히사(佐藤正久, 1960년 10월 23일 ~ )는 일본의 정치가이자 전직 자위대원이다. 자유민주당 소속이며, 방위대학을 졸업하였다. 자위대 학교주임 교관 출신이다.
후쿠시마현에서 태어났으며, 1983년부터 2007년까지 자위대에서 활동하였으며, 2007년 제대하였다. 제대 이후 자유민주당에 입당하여 참의원 의원으로 당선되었다.
2009년에서 자유민주당 국방부 회장에 취임하였다.
그는 2011년 8월 1일 신도 요시타카와 이나다 도모미와 함께 대한민국에 입국을 시도하였으나, 대한민국 정부의 입국 금지 방침에 따라 입국을 금지당했다.